# Fonds commun de placement d'entreprise
Pour les articles homonymes, voir FCPE.
En France, les fonds communs de placement d'entreprise (FCPE) sont des fonds de placement dédiés aux salariés d'une entreprise. Ils sont gérés par un organisme de placement collectif en valeurs mobilières de l'épargne salariale.
Le FCPE est généralement mis en place dans le cadre d'un accord de participation ou d'un plan d'épargne salariale (PEE, PEI, PERCO). Il peut s'agir soit de FCPE « diversifiés » (composés d'un panier de valeurs, sans qu'aucune valeur soit surreprésentée), soit de  FCPE « d'actionnariat salarié » (composés pour plus d'un tiers de titres de l'entreprise). 

## Contenu des FCPE
Ses contenus varient selon l’orientation de gestion du fonds :
- titres du marché monétaire ;
- actions de la zone euro ou des actions internationales ;
- obligations ;
- panachage de ces différentes valeurs.

L’épargnant, selon ses choix et le niveau de son investissement, détient un certain nombre de parts d’un ou plusieurs FCPE.
Chaque fonds a reçu l’agrément de l’AMF (Autorité des marchés financiers), qui est un organisme public indépendant, disposant d'une autonomie financière, et dont la mission est de veiller :
- à la protection de l'épargne investie dans les instruments financiers et tout autre placement donnant lieu à appel public à l'épargne ;
- à l'information des investisseurs ;
- au bon fonctionnement des marchés d'instruments financiers.

## Conseil de surveillance
Chaque FCPE est doté d’un conseil de surveillance qui se réunit au moins une fois par an. Le conseil de surveillance est chargé notamment de l’examen de la gestion financière, administrative et comptable du fonds.